# We Are Motörhead
We Are Motörhead är den brittiska hårdrocksgruppen Motörheads artonde album, utgivet i maj 2000.

## Låtlista
Samtliga låtar skrivna av Phil Campbell, Mikkey Dee och Lemmy Kilmister, om inte annat anges.
1. "See Me Burning" - 2:59
2. "Slow Dance" - 4:29
3. "Stay Out of Jail" - 3:02
4. "God Save the Queen" (Paul Cook/Steve Jones/John Lydon/Glen Matlock) - 3:19
5. "Out to Lunch" - 3:26
6. "Wake the Dead" - 5:14
7. "One More Fucking Time" - 6:46
8. "Stagefright/Crash & Burn" - 3:02
9. "(Wearing Your) Heart on Your Sleeve" - 3:42
10. "We Are Motörhead" - 2:21